# 石原樹
石原 樹（いしはら たつき、2001年6月26日 - ）は、群馬県出身の日本の柔道選手。階級は73kg級。身長170cm。血液型はO型。組み手は左組み。得意技は背負投。

## 経歴
柔道は5歳の時に新田スポーツ少年団で始めた。宝泉中学から群馬県立前橋商業高等学校へ進むと、2年の時には全国高校選手権73㎏級の決勝で大牟田高校2年の田中裕大に技ありで敗れて2位だった
2020年に日本体育大学へ進学すると、2年の時には全日本ジュニアでは決勝で田中裕大に送襟絞で敗れた。。優勝大会では3位だった。3年の時には優勝大会と体重別団体でともに3位になると、講道館杯では5位だった。4年の時には体重別で伏兵ながらも決勝まで進むと、自衛隊体育学校の吉田優平を技ありで破って、シニアの全国大会初優勝を飾った。ワールドユニバーシティゲームズでは優勝した。また、団体戦でも優勝した。講道館杯では決勝で筑波大学1年の田中龍雅を技ありで破って優勝した。グランドスラム・パリでは初戦でイタリアのマヌエル・ロンバルドを合技で破ると、その後の準決勝でタジキスタンのベフルジ・ホジャゾダを腕挫十字固、決勝ではジョージアのゲオルギー・チへリゼを技ありで破って、IJFワールド柔道ツアー初出場で優勝を飾った。
2024年4月からはジャパンエレベーターサービスの所属となった。体重別では初戦でパーク24の田中裕大に技ありで敗れた。しかし、最近の実績から世界選手権代表に選出された。続くアジア選手権では決勝でウズベキスタンのムロジョン・ユルドシェフを技ありで破って優勝した。団体戦でも優勝した。5月の世界選手権では決勝まで進むと、ヨーロッパチャンピオンであるアゼルバイジャンのヒダヤト・ヘイダロフと対戦すると、技ありを先取しながら終了間際に逆転の一本負けを喫して2位にとどまった。10月のグランドスラム・アブダビでは準決勝でタジキスタンのアブバクル・シェロフに合技で敗れて3位だった。12月のグランドスラム・東京では決勝で筑波大学2年の田中龍雅に反則負けして2位だった。その2週間後にはフランスのモンペリエで開催されたヨーロッパクラブ選手権にテディ・リネールの所属するパリ・サンジェルマン(PSG)の一員として90㎏級の村尾三四郎とともに参戦すると、決勝で勝利してチームの優勝に貢献した。2025年2月のグランドスラム・バクーでは決勝まで進むと、地元アゼルバイジャンのラシド・ママダリエフが棄権したため不戦勝で優勝した。4月の体重別では準決勝でパーク24の田中裕大に反則負けを喫した。しかし、これまでの実績から世界選手権代表に選ばれた。6月の世界選手権では準々決勝でブラジルのダニエル・カルグニンに有効で敗れるも、その後の敗者復活戦を勝ち上がって3位になった。世界団体は3位決定戦のブラジル戦のみの出場だったが勝利すると、チームも3位となった。
IJF世界ランキングは1000ポイント獲得で52位(25/6/2現在)。

## 戦績
- 2019年 -　全国高校選手権　2位
- 2021年 -　優勝大会　3位
- 2021年　- 全日本ジュニア　2位
- 2022年 -　優勝大会　3位
- 2022年 -　体重別団体　3位
- 2022年 -　講道館杯　5位
- 2023年 -　体重別　優勝
- 2023年 -　ワールドユニバーシティゲームズ　個人戦　優勝　団体戦　優勝
- 2023年 - 体重別団体　5位
- 2023年 -　講道館杯　優勝
- 2024年 -　グランドスラム・パリ　優勝
- 2024年 - アジア選手権　個人戦　優勝　団体戦　優勝
- 2024年 - 世界選手権　2位
- 2024年 - グランドスラム・アブダビ　3位
- 2024年 - グランドスラム・東京　2位
- 2024年 - ヨーロッパクラブ選手権　優勝
- 2025年 - グランドスラム・バクー　優勝
- 2025年 - 体重別　3位
- 2025年 - 世界選手権　3位
- 2025年 -　世界団体　3位

(出典)